# Załużje (rejon łokniański)
Załużje (ros. Залужье) – wieś (ros. деревня, trb. dieriewnia) w zachodniej Rosji, w wołoscie Samołukowskaja (osiedle wiejskie) rejonu łokniańskiego w obwodzie pskowskim.

## Geografia
Miejscowość położona jest w dorzeczu rzeki Puzna, 2,5 km od drogi regionalnej A-122, 4 km od centrum administracyjnego osiedla wiejskiego (Baszowo), 18 km od centrum administracyjnego rejonu (Łoknia), 171 km od stolicy obwodu (Psków).

## Demografia
W 2010 r. miejscowość zamieszkiwały 2 osoby.